# Defensa Cambridge Springs
En escacs, la defensa Cambridge Springs (o menys sovint, la variant Pillsbury) és una variant del gambit de dama refusat que comença amb els moviments:
1.d4 d5
2.c4 e6
3.Cc3 Cf6
4.Ag5 Cbd7
5.Cf3 c6
6.e3 Da5
Les negres eviten la clavada a la diagonal h4–d8 i claven al seu torn el cavall de c3 (explotant així l'absència de l'alfil de dama blanc del flanc de dama). Si les negres juguen posteriorment dxc4, hi haurà amenaces contra l'alfil de g5. Cal notar que 5.cxd5 no guanya peó, degut al parany de l'elefant. La línia principal continua 7.Cd2 Ab4 amb l'amenaça de ...Ce4 i pressió al llarg de la diagonal a5–e1.
El seu codi a l'Enciclopèdia d'Obertures d'Escacs és D52.
|  |

## Rerefons
El primer cop documentat que es va fer servir la Cambridge Springs fou per Emanuel Lasker el 1892. El nom de la variant és més tardà, i deriva d'un torneig de 1904 a Cambridge Springs, Pennsilvània en el qual la defensa es va fer servir diversos cops. Entre els practicants de la defensa hi ha Iefim Bogoliúbov, Vassili Smislov, Garri Kaspàrov, i Magnus Carlsen.
La línia és popular entre els aficionats perquè hi ha diversos paranys d'obertura que les blanques han de saber evitar. Per exemple, 7.Cd2 Ab4 8.Dc2 0-0 9.Ad3?? dxc4! (amenaçant ...Dxg5) 10.Axf6 cxd3! (un zwischenzug) 11.Dxd3 Cxf6 i les negres han guanyat una peça.

## Continuacions
Les blanques tenen diverses possibilitats al setè moviment. Les més comunes són:
- 7.Cd2 (la línia principal) desfà immediatament la clavada sobre el cavall de c3 i defensa e4; 7...Ab4 es contesta amb 8.Dc2, defensant el cavall de c3 i cobrint e4.
- 7.cxd5 evita complicacions, tot clarificant la situació al centre. El més fort per les negres és recapturar 7...Cxd5, continunat així l'atac a c3.
- 7.Axf6 evita els temes tàctics que involucren l'alfil de g5.

## Partides d'exemple
- Capablanca vs. Alekhine, Campionat del món d'escacs, Buenos Aires 1927:
1.d4 d5 2.c4 e6 3.Cc3 Cf6 4.Ag5 CAd7 5.e3 c6 6.Cf3 Da5 7.Cd2 AA4 8.Dc2 dxc4 9.Axf6 Cxf6 10.Cxc4 Dc7 11.a3 Ae7 12.Ae2 0-0 13.0-0 Ad7 14.A4 A6 15.Af3 Tac8 16.Tfd1 Tfd8 17.Tac1 Ae8 18.g3 Cd5 19.CA2 DA8 20.Cd3 Ag5 21.TA1 DA7 22.e4 Cxc3 23.Dxc3 De7 24.h4 Ah6 25.Ce5 g6 26.Cg4 Ag7 27.e5 h5 28.Ce3 c5 29.Axc5 Axc5 30.d5 exd5 31.Cxd5 De6 32.Cf6+ Axf6 33.exf6 Txd1+ 34.Txd1 Ac6 35.Te1 Df5 36.Te3 c4 37.a4 a5 38.Ag2 Axg2 39.Rxg2 Dd5+ 40.Rh2 Df5 41.Tf3 Dc5 42.Tf4 Rh7 43.Td4 Dc6 44.Dxa5 c3 45.Da7 Rg8 46.De7 DA6 47.Dd7 Dc5 48.Te4 Dxf2+ 49.Rh3 Df1+ 50.Rh2 Df2+ 51.Rh3 Tf8 52.Dc6 Df1+ 53.Rh2 Df2+ 54.Rh3 Df1+ 55.Rh2 Rh7 56.Dc4 Df2+ 57.Rh3 Dg1 58.Te2 Df1+ 59.Rh2 Dxf6 60.a5 Td8 61.a6 Df1 62.De4 Td2 63.Txd2 cxd2 64.a7 d1=D 65.a8=D Dg1+ 66.Rh3 Ddf1+ 0–1[1] (67.Qg2 Qh1#)
- Gelfand vs. Carlsen, Torneig de Candidats pel Campionat del món, Londres 2013: 
1.d4 Cf6 2.c4 e6 3.Cf3 d5 4.Cc3 CAd7 5.Ag5 c6 6.e3 Da5 7.cxd5 Cxd5 8.Tc1 Cxc3 9.Axc3 Aa3 10.Tc2 A6 11.Ad3 Aa6 12.0-0 Axd3 13.Dxd3 0-0 14.e4 Tfe8 15.e5 h6 16.Ah4 c5 17.Cd2 cxd4 18.cxd4 Tac8 19.Cc4 DA5 20.f4 Tc7 21.Dxa3 Txc4 22.Txc4 Dxc4 23.Af2 Dc7 24.Tc1 DA7 25.Dd6 Cf8 26.g3 Tc8 27.Txc8 Dxc8 28.d5 exd5 29.Dxd5 g6 30.Rg2 Ce6 31.Df3 Rg7 32.a3 h5 33.h4 Dc2 34.DA7 Da4 35.Df3 A5 36.f5 gxf5 37.Dxf5 Dxa3 38.Dxh5 a5 39.Dg4+ Rf8 40.h5 Dc1 41.De4 A4 42.Ae3 Dc7 43.Da8+ Rg7 44.h6+ Rh7 45.De4+ Rg8 46.Da8+ Dd8 47.Dxd8+ Cxd8 48.Rf3 a4 49.Re4 Cc6 50.Ac1 Ca5 51.Ad2 A3 52.Rd3 Cc4 53.Ac3 a3 54.g4 Rh7 55.g5 Rg6 56.Ad4 A2 57.Rc2 Cd2 0–1[2]